# Distretto di Thap Than
Il distretto di Thap Than (in thailandese: ทัพทัน) è un distretto (amphoe) della Thailandia, situato nella provincia di Uthai Thani.